# Нини, Алессандро
Алессандро Нини (итал. Alessandro Nini; 1 ноября 1805, Фано — 27 декабря 1880, Бергамо) — итальянский композитор.

## Биография
Учился музыке в своём родном городе у городского капельмейстера Джузеппе Рипини. В 1826 году занял должность капельмейстера и органиста в городке Монтеново, затем короткое время работал в Анконе. В 1827 году поступил в Болонский музыкальный лицей, где учился у Луиджи Пальмерини и Бенедетто Донелли. Одновременно работал учителем пения у жившего в Болонье русского дворянина, благодаря чему в 1830 году принял приглашение отправиться на работу в Россию и до 1837 года руководил в Санкт-Петербурге школой пения.
Вернувшись в Италию, на протяжении десятилетия занимался оперной музыкой, одновременно в 1843—1847 гг. капельмейстер базилики Сан-Гауденцио в Новаре. В 1847 году занял аналогичную должность в базилике Санта-Мария-Маджоре в Бергамо, руководил также музыкальной школой при базилике. В 1870 году под управлением Нини в Бергамо состоялось первое исполнение Реквиема Гаэтано Доницетти. С 1877 года на пенсии.

## Творчество
За десять лет работы в области оперной музыки Нини написал семь опер, дебютировав как оперный композитор в 1837 году в Венеции оперой «Ида делла Торре» (либретто Пьетро Бельтраме, в 1838 году поставлена также в Милане). Вторая опера Нини, «Маршальша д’Анкр» (итал. La marescialla d'Ancre; 1839, по драме Альфреда де Виньи), поставленная в Падуе и затем во многих других итальянских городах, считается наибольшим его успехом. Далее последовали «Кристина Шведская» (итал. Cristina di Svezia; 1840, Генуя, театр Карло Феличе), «Маргарита Йоркская» (итал. Margherita d'Yorck; 1841, Венеция, театр Ла Фениче, в рамках Венецианского карнавала), «Одализа» (итал. Odalisa; 1842, Милан, театр Ла Скала, либретто Джакомо Саккеро), «Вирджиния» (итал. Virginia; 1843, Генуя, театр Карло Феличе) и наконец «Корсар» (итал. Il corsaro; 1847, Турин, либретто Джакомо Саккеро по одноимённой поэме Джорджа Гордона Байрона). Ещё две оперы на средневековые итальянские сюжеты, «Клатона» (итал. Clato) и «Анджолелло да Кариньяно» (итал. Angiolello da Carignano), остались неоконченными.
В дальнейшем Нини работал преимущественно в области церковной музыки и считался мастером контрапункта, в этом качестве его особо ценил Джоаккино Россини, с которым Нини поддерживал дружеские отношения. Написал Miserere, Te Deum, Реквием для четырёх солистов с оркестром и так далее. Для коллективной Мессы по Россини (1869) Нини написал Ingemisco. В творческом наследии композитора также симфонии и камерная музыка, несколько арий и песен, в том числе «Поцелуй любви» (итал. Il bacio d'amore), «Полночь» (итал. Mezzanotte), «Аксиома любви» (итал. Assioma d'amore), «О если бы любовь апрельская цветка» (итал. Se del fiore amor d'aprile) и тому подобное.